# Dong'an, Guangdong
Dong'an (kinesiska: 东岸) är en köping i sydöstra Kina. Den ligger i Gaozhou i staden Maoming i provinsen Guangdong, omkring 260 kilometer sydväst om provinshuvudstaden Guangzhou. Antalet invånare är 59 220. Befolkningen består av 28 765 kvinnor och 30 455 män. Barn under 15 år utgör 28,0 %, vuxna 15-64 år 58 %, och äldre över 65 år 12,0 %.